# Tibera
Tíbera (italijansko Tevere) je s 406 km tretja najdaljša reka v Italiji, daljša sta Pad in Adiža. Teče skozi italijanske dežele Toskano, Umbrijo in Lacij v osrednjem delu Apeninskega polotoka ter se izliva v Tirensko morje. Ob reki stoji glavno mesto Rim.

## Etimologija imena
Mitski kralj Tibernius naj bi se utopil v reki Albula, ki so jo nato preimenovali Tibera. Mit tudi pojasnjuje prejšnje ime reke, ki naj bi bilo povezano z belimi sedimenti. Po legendi sta bila ustanovitelja mesta Rim, brata dvojčka, Romul in Rem kot novorojenca prepuščena valovom Tibere, iz katere ju je rešila volkulja.